# Östergötlands runinskrifter 180
Östergötlands runinskrifter 180, Ög 180, är en runsten i Gammalkils socken, Linköpings kommun. Den är av röd granit och står sedan 1862 rest på kyrkogården vid Gammalkils kyrka. Dessförinnan har den stått vid gamla kyrkans port och vid prästgården. Ristningen bedöms vara från vikingatid. Den är på stora delar av stenen mycket nött.

## Translitterering
Stenens inskrift translittereras:
[haltan :] (r)ist * stin * þasi :  hrulf : faþu [: sin :] (u)(a)(s) ku(þ)

## Översättning
Halvdan reste denna sten (efter) Rolf, sin fader; (han) var god.